# Loi portant réforme du crédit à la consommation
Lire en ligne

Texte sur Légifrance

Directive crédit à la consommation
La  loi no 2010-737 du 1er juillet 2010 portant réforme du crédit à la consommation, dite loi Lagarde du nom de Christine Lagarde, alors ministre de l'Économie, est une loi française transposant une directive européenne sur les crédits à la consommation.
Depuis lors le code de la consommation a été refondu par l'ordonnance no 2016-301 du 14 mars 2016.

## Historique
Cette loi spécifique au crédit à la consommation est en réalité, la Loi de transposition en droit interne français de la directive européenne sur les crédits à la consommation, ou "Consumer Credit Directive" (CCD).
Outre l'introduction des clauses de la Directive CCD, cette loi s'est fixée différents objectifs connexes, hétérogènes, principalement la plus grande liberté donnée aux emprunteurs en matière d'assurance, l'encadrement strict de la publicité, ou encore, la limitation du crédit renouvelable.
Elle est ainsi venue renforcer la loi MURCEF (mesures urgentes de réformes à caractère économique et financier) de 2001, qui interdit aux organismes prêteurs de proposer des offres groupées crédit/assurance.
Le 25 octobre 2008, Christine Lagarde, alors ministre de l'Économie, des Finances et de l'Industrie, annonce sa volonté que « les emprunteurs [soient] libres de choisir l'assurance liée à leur crédit, à condition de fournir une garantie équivalente à celle proposée par le banquier ».
Le 27 avril 2010, l'Assemblée nationale adopte le texte en première lecture et le Sénat en deuxième lecture le 21 juin 2010. Le texte est ensuite publié le 2 juillet 2010 au Journal officiel.
Par la suite, la mise en application de cette loi a fait l'objet d'analyse et de critiques, les plus sérieuses émanant du Comité Consultatif du Secteur Financier (CCSF). Dans un avis du 20 mars 2012, cet organisme affirme que seul un emprunteur sur dix profite effectivement de la délégation d'assurance que la loi Lagarde est supposée favoriser.

## Principales mesures
Les différentes dispositions de la Loi sont entrées en application progressivement au cours des années 2010 et 2011 :
- 1er septembre 2010 : libre concurrence pour le choix par l'emprunteur de son assurance de prêt,
- 1er novembre 2010 : procédures de surendettement accélérées, plan de surendettement passant de 10 à 8 ans[9],
- 1er avril 2011 : réforme des taux d'usure, désormais définis en fonction du montant du prêt et non de sa nature [10],
- la création d'un TEG (taux effectif global)dédié aux crédits à la consommation, et appelé le taux annualisé effectif global ou TAEG
- 1er mai 2011 : réforme du crédit renouvelable. Pour un montant supérieur à 1 000€, le client pourra systématiquement choisir entre crédit renouvelable et crédit amortissable. Chaque mensualité devra comporter une partie de remboursement du capital emprunté. La durée des crédits renouvelables est limitée à 36 mois en dessous de 3 000€ et 60 mois au-dessus[11].

## Mise en œuvre
La délégation d'assurance de prêt permise par la loi Lagarde reste une possibilité sous-exploitée. Selon Bercy, les conditions ne sont toujours pas réunies pour permettre aux consommateurs de choisir librement leur assurance. Le projet de réforme bancaire adopté par l'Assemblée nationale le 19 février 2013 propose dans ce contexte des améliorations du dispositif de la loi Lagarde. Le projet prévoit ainsi l'interdiction des frais de délégation facturés par la banque, ainsi que l'amélioration et la standardisation de l'information transmise au client. 
Plusieurs acteurs ont émergé à la suite de cette loi pour permettre aux emprunteurs de mettre en œuvre cette délégation d'assurance facilement : des acteurs historiques comme la MAIF ou nouveaux comme la start-up Réassurez-moi. 
Quatre ans après la mise en place de la Loi Lagarde, les banques émettrices de crédit réussissent encore à vendre entre 80 et 85 % des contrats d'assurance. La loi Hamon du 26 juillet 2014 viendra donc soutenir la première ébauche de la loi Lagarde pour les emprunteurs en apportant le droit à un changement d'assurance emprunteur au cours des 12 mois suivant la signature du crédit. Les deux lois utilisées simultanément donnent ainsi le droit à l'emprunteur de changer d'assurance emprunteur au cours du délai fixé (12 mois, Loi Hamon), en allant auprès de l'institut qu'il désire (Loi Lagarde).

## Liens et articles connexes
- Loi MURCEF
- Loi Hamon
- Crédit à la consommation
- Taux d'intérêt
- Taux effectif global ou TEG
- Taux annualisé effectif global ou TAEG